# Первушина Олеся Сергіївна
Первушина Олеся Сергіївна (нар. 29 квітня 2000) — колишня російська тенісистка.
Найвищу одиночну позицію світового рейтингу — 348 місце досягла 17 квітня 2017, парну — 217 місце — 12 червня 2017 року.
Здобула 4 одиночні та 4 парні титули туру ITF.

## Фінали ITF

### Одиночний розряд: 4 (4 перемоги)
| Легенда          |
| ---------------- |
| турніри $100,000 |
| турніри $80,000  |
| турніри $60,000  |
| турніри $25,000  |
| турніри $10,000  |

| Фінали за покриттям |
| ------------------- |
| Тверде (0–0)        |
| Ґрунт (4–0)         |
| Трава (0–0)         |
| Килим (0–0)         |

| Результат | Ранг | Дата             | Турнір                 | Покриття | Суперниця             | Рахунок          |
| --------- | ---- | ---------------- | ---------------------- | -------- | --------------------- | ---------------- |
| Перемога  | 1.   | 8 листопада 2015 | ITF Пула, Італія       | Ґрунт    | Анастасія Гримальська | 2–6, 7–5, 6–1    |
| Перемога  | 2.   | 17 квітня 2016   | ITF Пула, Італія       | Ґрунт    | Б'янка Тураті         | 7–6(1), 6–3      |
| Перемога  | 3.   | 15 травня 2016   | ITF Пула, Італія       | Ґрунт    | Корінна Дентоні       | 6–3, 3–6, 7–5    |
| Перемога  | 4.   | 21 серпня 2016   | ITF Лейпциг, Німеччина | Ґрунт    | Юлія Грабер           | 7–6(4), 3–6, 7–5 |

### Парний розряд: 6 (4–2)
| Легенда          |
| ---------------- |
| турніри $100,000 |
| турніри $80,000  |
| турніри $60,000  |
| турніри $25,000  |
| турніри $15,000  |
| турніри $10,000  |

| Фінали за покриттям |
| ------------------- |
| Тверде (1–0)        |
| Ґрунт (3–2)         |
| Трава (0–0)         |
| Килим (0–0)         |

| Результат | Ранг | Дата             | Турнір                 | Покриття   | Партнерка            | Суперниці                                 | Рахунок     |
| --------- | ---- | ---------------- | ---------------------- | ---------- | -------------------- | ----------------------------------------- | ----------- |
| Перемога  | 1.   | 31 жовтня 2015   | ITF Пула, Італія       | Ґрунт      | Федеріка Білардо     | Нікола Долакова Барбора Котелесова        | 6–3, 6–4    |
| Поразка   | 1.   | 5 листопада 2015 | ITF Пула, Італія       | Ґрунт      | Федеріка Білардо     | Мартіна ді Джузеппе Анастасія Гримальська | 2–6, 4–6    |
| Поразка   | 2.   | 22 січня 2017    | ITF Анталія, Туреччина | Ґрунт      | Олександра Поспелова | Марія Фернанда Ерасо Катерина Слюсар      | 6–7(1), 0–6 |
| Перемога  | 2.   | 25 березня 2017  | ITF Пула, Італія       | Ґрунт      | Даяна Ястремська     | Тара Мур Конні Перрен                     | 6–4, 6–4    |
| Перемога  | 3.   | 6 травня 2017    | ITF Хімки, Росія       | Тверде (i) | Анастасія Потапова   | Катерина Казьонова Дар'я Кружкова         | 6–0, 6–1    |
| Перемога  | 4.   | 19 травня 2017   | ITF La Bisbal, Іспанія | Ґрунт      | Валерія Страхова     | Жаклін Крістіан Рената Сарасуа            | 7–5, 6–2    |

## Фінали юніорських турнірів Великого шлема

### Парний розряд: 2 (2 поразки)
| Результат | Рік  | Турнір                               | Покриття | Партнерка                    | Суперниці                          | Рахунок          |
| --------- | ---- | ------------------------------------ | -------- | ---------------------------- | ---------------------------------- | ---------------- |
| Поразка   | 2016 | Відкритий чемпіонат Франції з тенісу | Ґрунт    | Анастасія Потапова           | Паула Аріяс-Манхон Ольга Данилович | 6–3, 3–6, [8–10] |
| Поразка   | 2017 | Відкритий чемпіонат Франції          | Ґрунт    | Потапова Анастасія Сергіївна | Б'янка Андреєску Карсон Бренстін   | 1–6, 3–6         |